# Nadmłyn
Nadmłyn – przysiółek wsi Kakulin w Polsce położona w województwie wielkopolskim, w powiecie wągrowieckim, w gminie Skoki. Miejscowość wchodzi w skład sołectwa Kakulin.
W latach 1975–1998 miejscowość administracyjnie należała do województwa poznańskiego.
Na terenie przysiółka znajdują się stawy rybne i jaz na Małej Wełnie.